# Nadia Cassini
Pour les articles homonymes, voir Cassini.
Nadia Cassini est une actrice, chanteuse et animatrice de télévision américaine née le 2 janvier 1949 à Woodstock (États-Unis) et morte le 18 mars 2025 à Reggio de Calabre (Italie). Elle est surtout connue pour avoir tourné des comédies érotiques italiennes dans les années 1970 et 1980.

## Biographie

### Jeunesse
De son vrai nom Gianna Lou Müller, elle naît le 2 janvier 1949 à Woodstock dans l'État de New York, de parents danseurs et acteurs professionnels : Harrison Müller Sr. (1929-1998), d'origine allemande, et Patricia Noto, d'origine italienne. 
Elle quitte sa famille jeune et voyage à l'étranger en travaillant comme danseuse exotique et chanteuse dans des night-clubs. Elle entretient des relations avec des personnalités telles que Georges Simenon. Elle emménage en Italie en 1968.

### Carrière
Elle décroche son premier rôle principal au cinéma en 1970 dans La Possédée du vice de Piero Vivarelli. À partir de 1976, elle obtient un grand succès dans une série de comédies érotiques italiennes telles que L'insegnante balla … con tutta la classe, L'infermiera nella corsia dei militari et La dottoressa ci sta col colonnello avec Lino Banfi,.
Dans les années 1980, après des apparitions comme « soubrette » dans plusieurs shows télévisés à succès de la télévision italienne comme Premiatissima (Canale 5) avec Amanda Lear, Drive In (Italia 1) et  Risatissima (Canale 5), elle subit une mauvaise intervention de chirurgie plastique : son visage est partiellement abîmé et elle perd l'oreille droite,.
Après sa retraite de la scène italienne, Nadia Cassini travaille pour la télévision française avant de retourner aux États-Unis.

### Vie privée
Nadia Cassini épouse en 1969 Igor Cassini, un journaliste américain issu des noblesses russe et italienne, frère du styliste Oleg Cassini,. 
Le couple divorce en 1972 et Nadia Cassini déménage à Londres avec son nouveau petit ami, l'acteur grec Yorgo Voyagis. Leur fille Kassandra naît en 1977.

### Mort
Elle meurt le 18 mars 2025 à Reggio de Calabre en Italie à l'âge de 76 ans,.

## Filmographie

### Cinéma
- 1970 : Il divorzio de Romolo Guerrieri : Carolina
- 1970 : La Possédée du vice (Il dio serpente) de Piero Vivarelli : Paola
- 1971 : Mazzabubù... Quante corna stanno quaggiù? de Mariano Laurenti : la femme du fan
- 1971 : Quand les femmes étaient femelles (Quando gli uomini armarono la clava e… con le donne fecero din don) de Bruno Corbucci : Listra
- 1972 : Retraite mortelle (Pulp) de Mike Hodges : Liz
- 1976 : Ecco lingua d'argento de Mauro Ivaldi : Emmanuelle
- 1976 : Spogliamoci così, senza pudor... de Sergio Martino : Françoise
- 1978 : Io tigro, tu tigri, egli tigra de Giorgio Capitani et Renato Pozzetto : Carla
- 1978 : Starcrash : Le Choc des étoiles de Luigi Cozzi : la reine Corelia
- 1979 : La Championne du collège (L'insegnante balla… con tutta la classe) de Giuliano Carnimeo : Claudia Gambetti
- 1979 : Io zombo, tu zombi, lei zomba de Nello Rossati : Svampita
- 1979 : L'Infirmière du régiment (L'infermiera nella corsia dei militari) de Mariano Laurenti : Grazia Mancini
- 1980 : L'infirmière a le bistouri facile (La dottoressa ci sta col colonnello) de Michele Massimo Tarantini : Dr Eva Russell
- 1981 : Une fille vachement sympa ou Les Péquenots (L'amante tutta da scoprire) de Giuliano Carnimeo : Filomena Stramicioni
- 1981 : L'assistente sociale tutta pepe e tutta sale de Nando Cicero : Nadia
- 1981 : Miracoloni de Francesco Massaro : Jeanne d'Arc
- 1982 : Adorables Infidèles (Giovani, belle... probabilmente ricche) de Michele Massimo Tarantini : Rita

### Télévision

#### Téléfilms
- 1982 : Ridiamoci sopra
- 1983 : Les Beaux Quartiers : Carlotta

#### Séries télévisées
- 1977 : Il superspia : Karen
- 1978 : Settimo anno

## Discographie partielle

### Albums
- 1978 : Encounters Of A Loving Kind (Compagnia Generale del Disco CGD)
- 1983 : Get Ready (RCA Italiana)
- 1985 : Dreams (Five Record, FM 13540)

### Singles
- 1977 : Giorno per giorno/Passaporto per la follia (CGD, 7")
- 1978 : Encounters/Honey (CGD, 7")
- 1982 :
  - Tu sei l'unico amore (Ricordi, 7")
  - Quando (mi sto innamorando)/A chi la do stasera (Ricordi, 7")
- 1983 :
  - Get Ready/Too Late (RCA, 7")
  - I Like Boys/Obsessed (Memo Records, 12")
- 1984 : Bum bum cantiamo/Più forte (Five Record, 7")